# 中国世界经济学会
中国世界经济学会是中华人民共和国研究世界经济的全国性、学术性、非营利性社会团体，1980年4月21日在北京市成立。